# Helferich-Sade Charków
Helferich-Sade Charków (ukr. Футбольний клуб «Гельферіх-Саде» Харків, Futbolnyj Kłub "Helferich-Sade" Charkiw) – ukraiński klub piłkarski z siedzibą w Charkowie, działający w latach 1910–1919. Reprezentował Zakład "Helferich-Sade". Nosił również nazwę "Sade-Futbol-Klub". Występował w rozgrywkach lokalnych Charkowa, dopóki nie został rozwiązany.

## Sukcesy
- mistrz Charkowa: 1913, 1917.